# 比尤拉 (密歇根州)
比尤拉（英語：Beulah）是一個位於美國密歇根州本西縣的村。根據2010年美國人口普查，該地共人口342人，而該地的面積約為1.08平方千米。同時該地也是本西縣的縣治。

## 地理
比尤拉的座標為42°38′45″N 85°17′27″W / 42.64583°N 85.29083°W，而該地的平均海拔高度為185米（即607英尺）。